# Paris (Kentucky)
Paris – miasto w Stanach Zjednoczonych, w stanie Kentucky, w hrabstwie Bourbon.